# Жарти в сторону (фільм)
«Жарти в сторону» (оригінальна назва фр. De l'autre côté du périph) — французька комедія режисера Давіда Шаро 2012 року. У головних ролях Омар Сі, Лоран Лафітт.
Продюсуванням картини зайнялися Ерік Альтмає і Ніколя Альтмає. Прем'єра фільму відбулась 19 грудня 2012 року у Франції і Бельгії. В Україні прем'єра відбулася 9 травня 2013 року.

## Сюжет
У маленькому містечку Бобіньї, що знаходиться у передмісті Парижа знайдено труп дружини одного із французьких чиновників. На місце смерті приїжджає Франсуа, поліціянт з Парижа. Тут він зустрічається із місцевим поліцейським Усманом, з яким йому доводиться спільно працювати.

## У ролях
| Актор          | Персонаж                            | Роль                              |
| -------------- | ----------------------------------- | --------------------------------- |
| Омар Сі        | Усман Діакіте (фр. Ousmane Diakité) | поліцейський із передмістя Парижа |
| Лоран Лафітт   | Франсуа Монж (фр. François Monge)   | поліцейський зі столиці           |
| Сабріна Вазані | Ясмін (фр. Yasmine)                 | колега Усмана                     |
| Забу Братман   | Морланд (фр. Morland)               | комісар Парижа                    |